# Alyn and Deeside (circonscription du Parlement britannique)
Pour la circonscription du Parlement gallois, voir Alyn and Deeside (circonscription du Senedd).
Pour les articles homonymes, voir Alyn and Deeside.
Circonscription parlementaire de la Chambre des communes
Alyn and Deeside (en anglais) ou Alun a Glannau Dyfrdwy (en gallois) est une circonscription électorale de la Chambre des communes du Royaume-Uni.
Elle est située dans le nord-est du pays de Galles, dans le comté préservé de Clwyd. Depuis sa création, en 1983, son député appartient systématiquement au Parti travailliste.

## Description
Comme son nom l'indique, la circonscription d'Alyn and Deeside comprend la partie galloise de la conurbation de Deeside, avec les villes de Buckley, Connah's Quay, Hawarden et Shotton. L'autre partie de son nom fait référence à l'Alyn (en), un affluent de la Dee.
C'est une région fortement industrialisée du pays de Galles qui souffre de la désindustrialisation à partir des années 1970. Les fermetures d'usines, comme les aciéries de Shotton dans les années 1980, entraînent une hausse du chômage. L'usine Airbus de Broughton reste l'un des principaux employeurs de la région.

## Histoire
Alyn and Deeside est créée pour les élections générales de 1983 à partir de l'ancienne circonscription de East Flintshire (en). Le dernier député de l'East Flintshire, Barry Jones, représente Alyn and Deeside de 1983 à 2001.
À la création de l'Assemblée nationale du pays de Galles, en 1999, une circonscription homonyme est créée pour les élections à cette assemblée dévolue. Elle possède les mêmes frontières que la circonscription de la Chambre des communes.
Lors du redécoupage des circonscriptions britanniques de 2023, le pays de Galles passe de 40 à 32 sièges. Alyn and Deeside fait partie des circonscriptions qui subsistent, mais elle s'agrandit au nord-ouest d'une partie de la circonscription abolie de Delyn, avec notamment la ville de Flint et le gros village de Bagillt.

## Définition légale
La définition des limites de la circonscription d'Alyn and Deeside évolue au fil du temps.
- 1983-1997 : le district d'Alyn and Deeside avec les wards 13 et 14 du borough de Wrexham Maelor[3].
- 1997-2010 : le district d'Alyn and Deeside[4].
- 2010-2024 : les wards d'Aston (en), Broughton North East, Broughton South, Buckley Bistre East, Buckley Bistre West, Buckley Mountain, Buckley Pentrobin, Caergwrle (en), Connah's Quay Central, Connah's Quay Golftyn, Connah's Quay South, Connah's Quay Wepre, Ewloe (en), Hawarden, Higher Kinnerton, Hope, Llanfynydd, Mancot, Penyffordd, Queensferry, Saltney Mold Junction, Saltney Stonebridge, Sealand, Shotton East, Shotton Higher, Shotton West et Treuddyn[5].
- Depuis 2024 : les mêmes wards que ci-dessus, ainsi que ceux de Bagillt East, Bagillt West, Flint Castle, Flint Coleshill, Flint Oakenholt et Flint Trelawny[6].

Limites de la circonscription jusqu'en 2024.
Limites de la circonscription depuis 2024.

## Députés
| Élection | Député      | Parti | Parti              |
| -------- | ----------- | ----- | ------------------ |
| 1983     | Barry Jones |       | Parti travailliste |
| 2001     | Mark Tami   |       | Parti travailliste |

## Résultats électoraux

### Années 1980

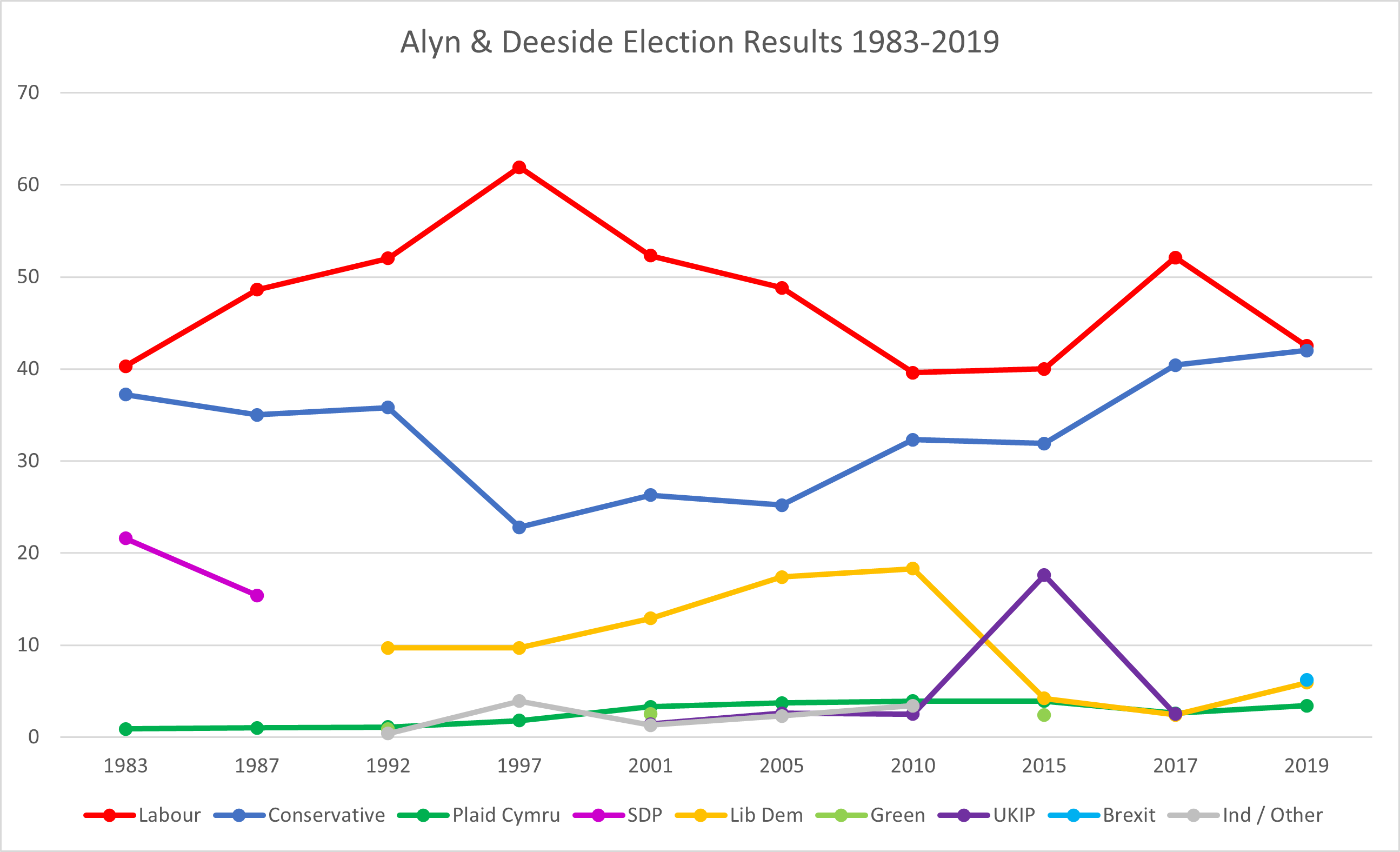
Évolution des résultats dans la circonscription depuis 1983.

| Parti         | Parti                                    | Candidat      | Vote   | Vote   | Vote |
| Parti         | Parti                                    | Candidat      | Voix   | %      | ±    |
| ------------- | ---------------------------------------- | ------------- | ------ | ------ | ---- |
|               | Parti travailliste                       | Barry Jones   | 17 806 | 40,3   | —    |
|               | Parti conservateur                       | Simon Burns   | 16 438 | 37,2   | —    |
|               | Parti social-démocrate                   | Eric Owen     | 9 535  | 21,6   | —    |
|               | Plaid Cymru                              | Keith Shore   | 413    | 0,9    | —    |
| Majorité      | Majorité                                 | Majorité      | 1 368  | 3,1    | —    |
| Inscrits      | Inscrits                                 | Inscrits      | 56 618 | 100,00 |      |
| Participation | Participation                            | Participation | 44 192 | 78,1   |      |
|               | Le Parti travailliste remporte le siège. |               |        |        |      |

| Parti         | Parti                                    | Candidat         | Vote   | Vote   | Vote |
| Parti         | Parti                                    | Candidat         | Voix   | %      | ±    |
| ------------- | ---------------------------------------- | ---------------- | ------ | ------ | ---- |
|               | Parti travailliste                       | Barry Jones      | 22 916 | 48,6   | 8,3  |
|               | Parti conservateur                       | Nicholas Twilley | 16 500 | 35,0   | 2,2  |
|               | Parti social-démocrate                   | Eric Owen        | 7 273  | 15,4   | 6,2  |
|               | Plaid Cymru                              | Keith Shore      | 478    | 1,0    | 0,1  |
| Majorité      | Majorité                                 | Majorité         | 6 416  | 13,6   | 10,5 |
| Inscrits      | Inscrits                                 | Inscrits         | 58 764 | 100,00 |      |
| Participation | Participation                            | Participation    | 47 167 | 80,4   | 2,3  |
|               | Le Parti travailliste conserve le siège. |                  |        |        |      |

### Années 1990
| Parti         | Parti                                    | Candidat          | Vote   | Vote   | Vote |
| Parti         | Parti                                    | Candidat          | Voix   | %      | ±    |
| ------------- | ---------------------------------------- | ----------------- | ------ | ------ | ---- |
|               | Parti travailliste                       | Barry Jones       | 25 206 | 52,0   | 3,4  |
|               | Parti conservateur                       | Jeffrey J. Riley  | 17 355 | 35,8   | 0,8  |
|               | Libéraux-démocrates                      | Robert A. Britton | 4 687  | 9,7    | 5,7  |
|               | Plaid Cymru                              | John D. Rogers    | 551    | 1,1    | 0,1  |
|               | Parti vert                               | Victor J. Button  | 433    | 0,9    | —    |
|               | Indépendant                              | John Cooksey      | 200    | 0,4    | —    |
| Majorité      | Majorité                                 | Majorité          | 7 851  | 16,2   | 2,6  |
| Inscrits      | Inscrits                                 | Inscrits          | 60 477 | 100,00 |      |
| Participation | Participation                            | Participation     | 48 432 | 80,1   | 0,3  |
|               | Le Parti travailliste conserve le siège. |                   |        |        |      |

| Parti         | Parti                                    | Candidat             | Vote   | Vote   | Vote          |
| Parti         | Parti                                    | Candidat             | Voix   | %      | ±             |
| ------------- | ---------------------------------------- | -------------------- | ------ | ------ | ------------- |
|               | Parti travailliste                       | Barry Jones          | 25 955 | 61,9   | 9,9           |
|               | Parti conservateur                       | Timothy P. Roberts   | 9 552  | 22,8   | 13            |
|               | Libéraux-démocrates                      | Eleanor Burnham (en) | 4 076  | 9,7    | en stagnation |
|               | Parti du référendum (en)                 | Malcolm J. D. Jones  | 1 627  | 3,9    | —             |
|               | Plaid Cymru                              | Siw Hills            | 738    | 1,8    | 0,7           |
| Majorité      | Majorité                                 | Majorité             | 16 403 | 39,1   | 22,9          |
| Inscrits      | Inscrits                                 | Inscrits             | 58 091 | 100,00 |               |
| Participation | Participation                            | Participation        | 41 948 | 72,2   | 7,9           |
|               | Le Parti travailliste conserve le siège. |                      |        |        |               |

### Années 2000

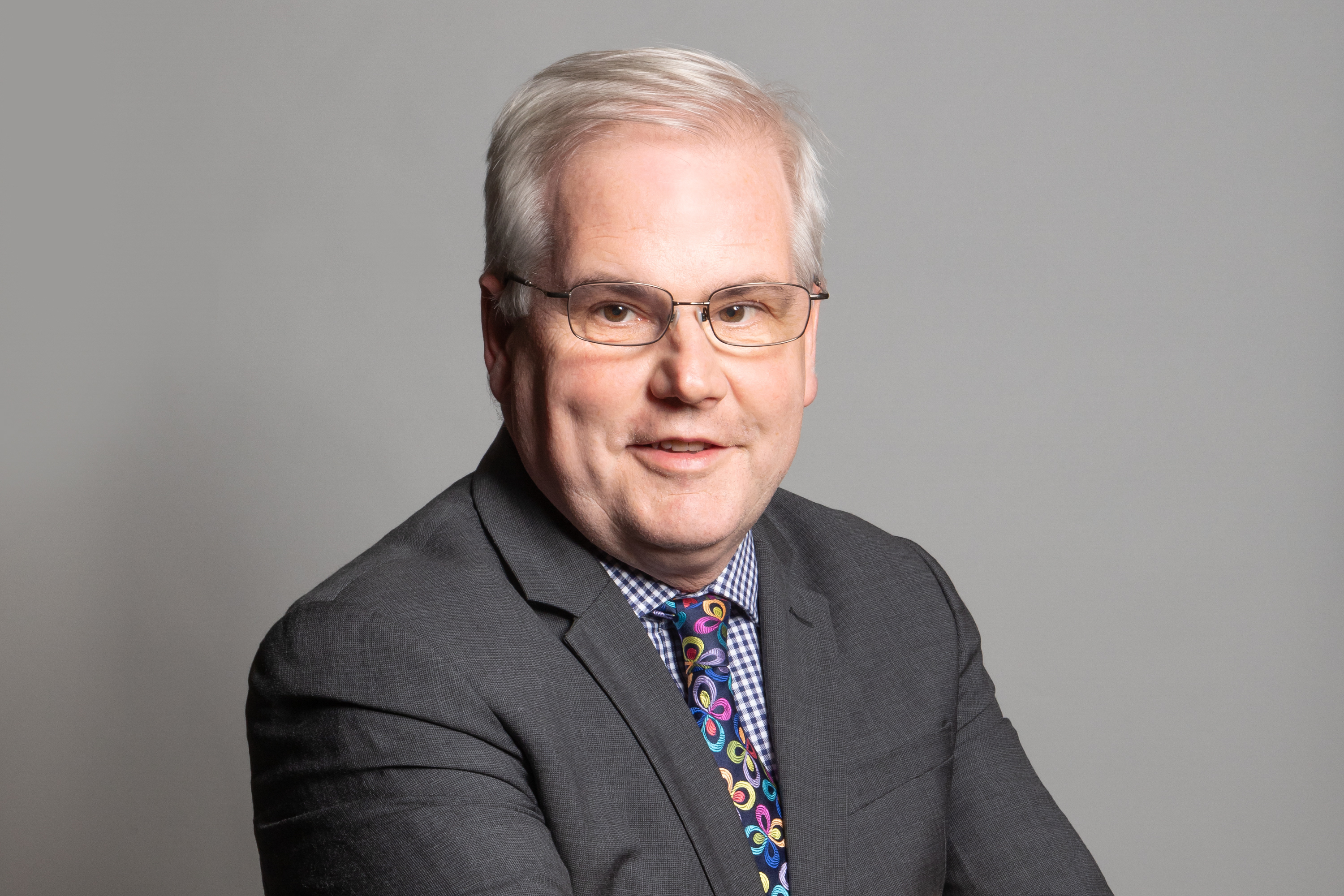
Mark Tami, député d'Alyn and Deeside depuis 2001.

| Parti         | Parti                                    | Candidat              | Vote   | Vote   | Vote |
| Parti         | Parti                                    | Candidat              | Voix   | %      | ±    |
| ------------- | ---------------------------------------- | --------------------- | ------ | ------ | ---- |
|               | Parti travailliste                       | Mark Tami             | 18 525 | 52,3   | 9,6  |
|               | Parti conservateur                       | Mark Isherwood (en)   | 9 303  | 26,3   | 3,5  |
|               | Libéraux-démocrates                      | Derek Burnham         | 4 585  | 12,9   | 3,2  |
|               | Plaid Cymru                              | Richard S. Coombs     | 1 182  | 3,3    | 1,5  |
|               | Parti vert                               | Klaus Armstrong-Braun | 881    | 2,5    | —    |
|               | UKIP                                     | William Crawford      | 481    | 1,4    | —    |
|               | Indépendant                              | John Cooksey          | 253    | 0,7    | —    |
|               | Parti communiste                         | Glyn Davies           | 211    | 0,6    | —    |
| Majorité      | Majorité                                 | Majorité              | 9 222  | 26,0   | 13,1 |
| Inscrits      | Inscrits                                 | Inscrits              | 60 478 | 100,00 |      |
| Participation | Participation                            | Participation         | 35 421 | 58,6   | 13,6 |
|               | Le Parti travailliste conserve le siège. |                       |        |        |      |

| Parti         | Parti                                    | Candidat              | Vote   | Vote   | Vote          |
| Parti         | Parti                                    | Candidat              | Voix   | %      | ±             |
| ------------- | ---------------------------------------- | --------------------- | ------ | ------ | ------------- |
|               | Parti travailliste                       | Mark Tami             | 17 331 | 48,8   | 3,5           |
|               | Parti conservateur                       | Lynne Hale            | 8 953  | 25,2   | 1,1           |
|               | Libéraux-démocrates                      | Paul J. Brighton      | 6 174  | 17,4   | 4,5           |
|               | Plaid Cymru                              | Richard S. Coombs     | 1 320  | 3,7    | 0,4           |
|               | UKIP                                     | Billy Crawford        | 918    | 2,6    | 1,2           |
|               | Forward Wales (en)                       | Klaus Armstrong-Braun | 378    | 1,1    | —             |
|               | Indépendant                              | Judith Kilshaw        | 215    | 0,6    | —             |
|               | Parti communiste                         | Glyn Davies           | 207    | 0,6    | en stagnation |
| Majorité      | Majorité                                 | Majorité              | 8 378  | 23,6   | 2,4           |
| Inscrits      | Inscrits                                 | Inscrits              | 59 441 | 100,00 |               |
| Participation | Participation                            | Participation         | 35 496 | 60,2   | 1,6           |
|               | Le Parti travailliste conserve le siège. |                       |        |        |               |

### Années 2010
| Parti         | Parti                                    | Candidat         | Vote   | Vote   | Vote |
| Parti         | Parti                                    | Candidat         | Voix   | %      | ±    |
| ------------- | ---------------------------------------- | ---------------- | ------ | ------ | ---- |
|               | Parti travailliste                       | Mark Tami        | 15 804 | 39,6   | 9,2  |
|               | Parti conservateur                       | Will Gallagher   | 12 885 | 32,3   | 7,1  |
|               | Libéraux-démocrates                      | Paul J. Brighton | 7 308  | 18,3   | 0,9  |
|               | Plaid Cymru                              | Maurice Jones    | 1 549  | 3,9    | 0,2  |
|               | BNP                                      | John Walker      | 1 368  | 3,4    | —    |
|               | UKIP                                     | James Howson     | 1 009  | 2,5    | 0,1  |
| Majorité      | Majorité                                 | Majorité         | 2 919  | 7,3    | 16,3 |
| Inscrits      | Inscrits                                 | Inscrits         | 60 931 | 100,00 |      |
| Participation | Participation                            | Participation    | 39 923 | 65,5   | 5,3  |
|               | Le Parti travailliste conserve le siège. |                  |        |        |      |

Six candidats se présentent dans la circonscription d'Alyn and Deeside en 2015. Le candidat du parti d'extrême droite UKIP, Blair Smillie, a la particularité d'être l'arrière-petit-fils de Robert Smillie (en), l'un des premiers représentants du Parti travailliste à la Chambre des communes.
| Parti                | Parti                                    | Candidat             | Vote   | Vote   | Vote          |
| Parti                | Parti                                    | Candidat             | Voix   | %      | ±             |
| -------------------- | ---------------------------------------- | -------------------- | ------ | ------ | ------------- |
|                      | Parti travailliste                       | Mark Tami            | 16 540 | 40,0   | 0,4           |
|                      | Parti conservateur                       | Laura Knightly       | 13 197 | 31,9   | 0,4           |
|                      | UKIP                                     | Blair Smillie        | 7 260  | 17,6   | 15,1          |
|                      | Libéraux-démocrates                      | Tudor Jones          | 1 733  | 4,2    | 14,1          |
|                      | Plaid Cymru                              | Jacqueline Hurst     | 1 608  | 3,9    | en stagnation |
|                      | Parti vert                               | Alasdair Ibbotson    | 976    | 2,4    | —             |
| Votes blancs et nuls | Votes blancs et nuls                     | Votes blancs et nuls | 50     |        |               |
| Majorité             | Majorité                                 | Majorité             | 3 343  | 8,1    | 0,8           |
| Inscrits             | Inscrits                                 | Inscrits             | 62 016 | 100,00 |               |
| Participation        | Participation                            | Participation        | 41 314 | 66,6   | 1,1           |
|                      | Le Parti travailliste conserve le siège. |                      |        |        |               |

| Parti                | Parti                                    | Candidat             | Vote   | Vote   | Vote |
| Parti                | Parti                                    | Candidat             | Voix   | %      | ±    |
| -------------------- | ---------------------------------------- | -------------------- | ------ | ------ | ---- |
|                      | Parti travailliste                       | Mark Tami            | 23 315 | 52,1   | 12,1 |
|                      | Parti conservateur                       | Laura Knightly       | 18 080 | 40,4   | 8,5  |
|                      | Plaid Cymru                              | Jacqueline Hurst     | 1 171  | 2,6    | 1,3  |
|                      | UKIP                                     | David Griffiths      | 1 117  | 2,5    | 15,1 |
|                      | Libéraux-démocrates                      | Pete Williams        | 1 077  | 2,4    | 1,8  |
| Votes blancs et nuls | Votes blancs et nuls                     | Votes blancs et nuls | 84     |        |      |
| Majorité             | Majorité                                 | Majorité             | 5 235  | 11,7   | 3,6  |
| Inscrits             | Inscrits                                 | Inscrits             | 63 013 | 100,00 |      |
| Participation        | Participation                            | Participation        | 44 760 | 71,0   | 4,4  |
|                      | Le Parti travailliste conserve le siège. |                      |        |        |      |

Lors des élections de 2019, Alyn and Deeside est la seule circonscription du Clwyd à ne pas élire un député conservateur, mais le résultat est extrêmement serré : Mark Tami n'est réélu qu'avec 213 voix d'avance sur le candidat conservateur Sanjoy Sen.
| Parti                | Parti                                    | Candidat             | Vote   | Vote   | Vote |
| Parti                | Parti                                    | Candidat             | Voix   | %      | ±    |
| -------------------- | ---------------------------------------- | -------------------- | ------ | ------ | ---- |
|                      | Parti travailliste                       | Mark Tami            | 18 271 | 42,5   | 9,6  |
|                      | Parti conservateur                       | Sanjoy Sen           | 18 058 | 42,0   | 1,6  |
|                      | Parti du Brexit                          | Simon Wall           | 2 678  | 6,2    | —    |
|                      | Libéraux-démocrates                      | Donna Lalek          | 2 548  | 5,9    | 3,5  |
|                      | Plaid Cymru                              | Susan Hills          | 1 453  | 3,4    | 0,8  |
| Votes blancs et nuls | Votes blancs et nuls                     | Votes blancs et nuls | 121    |        |      |
| Majorité             | Majorité                                 | Majorité             | 213    | 0,5    | 11,2 |
| Inscrits             | Inscrits                                 | Inscrits             | 62 789 | 100,00 |      |
| Participation        | Participation                            | Participation        | 43 008 | 68,5   | 2,5  |
|                      | Le Parti travailliste conserve le siège. |                      |        |        |      |

### Années 2020
| Parti         | Parti                                    | Candidat         | Vote   | Vote   | Vote |
| Parti         | Parti                                    | Candidat         | Voix   | %      | ±    |
| ------------- | ---------------------------------------- | ---------------- | ------ | ------ | ---- |
|               | Parti travailliste                       | Mark Tami        | 18 395 | 42,4   | 0,1  |
|               | Reform UK                                | Vicki Roskams    | 9 601  | 22,1   | 15,9 |
|               | Parti conservateur                       | Jeremy Kent      | 7 892  | 18,2   | 23,8 |
|               | Libéraux-démocrates                      | Richard Marbrow  | 2 065  | 4,8    | 1,1  |
|               | Plaid Cymru                              | Jack Morris      | 1 938  | 4,5    | 1,1  |
|               | Parti vert                               | Karl Macnaughton | 1 926  | 4,4    | —    |
|               | Indépendant                              | Edwin Duggan     | 1 575  | 3,6    | —    |
| Majorité      | Majorité                                 | Majorité         | 8794   | 11,6   | 11,1 |
| Inscrits      | Inscrits                                 | Inscrits         | 75 790 | 100,00 |      |
| Participation | Participation                            | Participation    | 43 392 | 57,3   | 11,2 |
|               | Le Parti travailliste conserve le siège. |                  |        |        |      |